# Kirche Siedenbrünzow

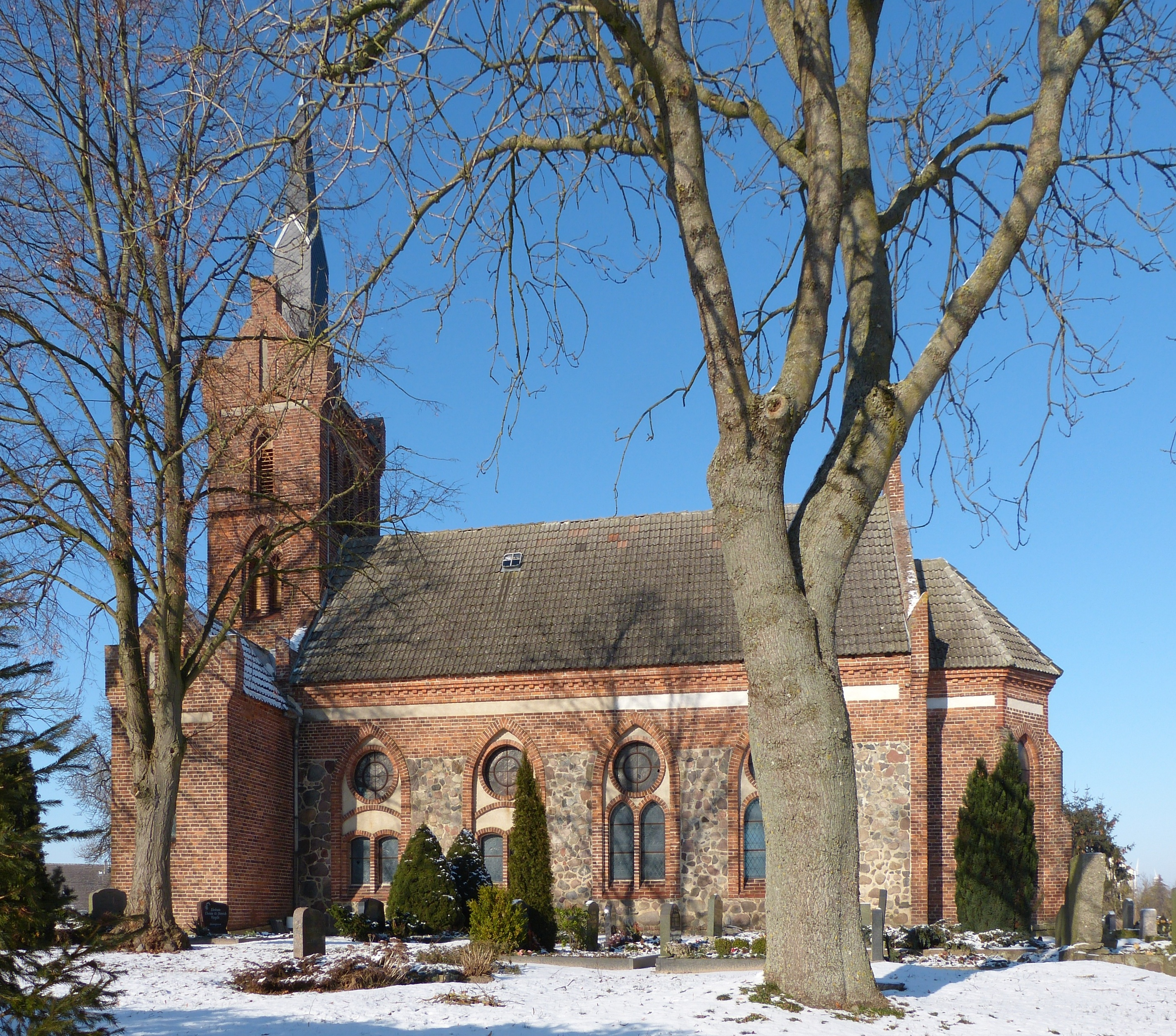
Kirche Siedenbrünzow

Die Kirche Siedenbrünzow (bis 19. Jahrhundert Heiliggeistkapelle) ist ein Kirchengebäude in Siedenbrünzow im Landkreis Mecklenburgische Seenplatte. Sie gehört zur evangelischen Kirchengemeinde St.-Bartholomaei im Pommerschen Evangelischen Kirchenkreis.

## Geschichte
Das Gebäude wurde vom Demminer Heiliggeisthospital errichtet, dem das Dorf Siedenbrünzow 1278 durch Herzog Barnim I. von Pommern geschenkt worden war. Nach Einführung der Reformation in Pommern kam sie zum Pfarrsprengel des Demminer Präpositus. Der heutige Bau wurde im Kern 1646 anstelle des im Dreißigjährigen Krieg zerstörten Vorgängerbaus, finanziert durch den Präpositus Johannes von Essen, als Saalkirche aus geschlagenen Feldsteinen errichtet. 1859 wurde das Kirchenschiff erweitert, um Raum für mehr Sitzplätze und eine Orgel zu schaffen. Die noch im 19. Jahrhundert als Heiliggeistkapelle bezeichnete Kirche erhielt einen Westturm aus Backstein mit Dachreiter. Starke Veränderungen wurden um 1900 durchgeführt und dabei der Chor angefügt.

## Ausstattung
Die Kirchenglocke wurde 1650 gegossen. Die Orgel wurde wohl 1861 von Nikolaus Fischer gebaut. Sie hat 9 Register mit einem Manual und Pedal. 2005 wurde sie von Johann-Gottfried Schmidt restauriert.